# Alexandra Lencastre
Alexandra Lencastre, eigentlich Maria Alexandra de Alencastre Telo Teodósio Pedrosa (* 26. September 1965 in Lissabon), ist eine portugiesische Schauspielerin.

## Werdegang
Während ihres Philosophie-Studiums an der Universität Lissabon spielte sie in der dortigen Theatergruppe, was sie dazu veranlasste, das Studium abzubrechen und an die Theater- und Film-Hochschule Escola Superior de Teatro e Cinema (ESCT) zu wechseln (Abschluss 1986). 1985 trat sie erstmals als professionelle Schauspielerin im Stück Pílade (deutsch: Der Königsmord / Pylades) von Pier Paolo Pasolini auf. Sie erhielt 1986 den Kritikerpreis für Neuentdeckungen für ihre Rolle in Frei Luís de Sousa von Almeida Garrett. Carlos Avilez holte sie daraufhin an das Teatro Experimental de Cascais, wo sie in Stücken wie Tartufo von Molière, Der Balkon von Jean Genet, oder Lysistrata von Aristophanes spielte.
1989 wechselte sie ans Teatro Politeama nach Lissabon. Nach ihrem Auftritt in der Inszenierung eines David-Mamet-Stückes durch João Canijo begann sie, auch im Fernsehen aufzutreten, vor allem in der Rua Sésamo, der portugiesischen Sesamstraße. Sie war zuvor bereits in kleineren Rollen in Filmen und Fernsehserien aufgetreten, spielte aber weiterhin vornehmlich Theater, so in Estrelas na Manhã (Sterne am Morgen) von Alexander Galin, A Gaivota (Die Möwe) von Anton Tschechow oder Benilde ou a Virgem-Mãe (Benilde oder die jungfräuliche Mutter) von José Régio.
1993 spielte sie erstmals in einer Hauptrolle einer Telenovela (A Banqueira do Povo, deutsch: Die Bänkerin des Volkes) und wirkte bis heute in zahlreichen weiteren Telenovelas mit. Parallel trat sie zum einen in Fernsehgalas, Samstagabendshows, Sitcoms und anderen Fernsehformaten auf, zum anderen spielte sie aber auch in Kinofilmen mit, vor allem des Portugiesischen Films, aber auch für John Malkovich oder Maria Brand. Theater spielte sie hingegen nur noch selten, etwa 1997 in Tankred Dorsts Fernando Krapp hat mir diesen Brief geschrieben (Fernando Krapp escreveu-me esta carta) am Teatro Aberto. Inszeniert von João Lourenço, erhielt sie Lob der Kritik.

## Rezeption
Lencastre begann eine steile Karriere als ernste Theaterschauspielerin. Nachdem sie im Film jedoch nur bescheidene Rollen erhalten hatte, suchte sie zunehmend das Rampenlicht des Fernsehen, vor allem ab 1993, und das Theater rückte fortan deutlich in den Hintergrund. So trat sie in zahlreichen Fernsehsendungen verschiedener Formate auf, insbesondere in Telenovelas, mit der entsprechend häufigen Berichterstattung über sie auch in den Klatschspalten der Illustrierten und der Boulevardpresse. Maßgeblich dazu beigetragen haben ihr glamouröses Auftreten und ihr attraktives Äußeres. Parallel spielte sie aber auch weiterhin immer wieder anspruchsvolle Rollen am Theater und im Film. So zählt sie heute zu den bekanntesten Schauspielern, gerade auch in der breiten Öffentlichkeit in Portugal, besonders dank ihrer zahlreichen verschiedenen Auftritte im Unterhaltungsfernsehen.

## Filmografie (Auswahl)
- 1986: História ao Fim do Dia (TV-Serie)
- 1988: Meia Noite; R: Vítor Gonçalves
- 1988: A Última Viagem (TV); R: Jaime Campos
- 1988: Agosto (Sprechrolle); R: Jorge Silva Melo
- 1989: Erros Meus, Má Fortuna, Amor Ardente (TV); R: Jaime Campos
- 1989: Máscara de Aço Contra Abismo Azul (TV, Sprechrolle); R: Paulo Rocha
- 1989: Dr.João no Jardim das Delícias (TV); R: Carlos Avilez
- 1989: Rua Sésamo (TV-Serie, die portugiesische Sesamstraße)
- 1990: Conserva Acabada; R: João César Monteiro
- 1990: Lusitânia Expresso (TV-Serie)
- 1990: O Morgado de Fafe em Lisboa (TV); R: Ruy Ferrão
- 1990: Filha da Mãe; R: João Canijo
- 1990–1992: Os Melhores Anos (TV-Serie)
- 1991: Histórias Fantásticas (TV-Serie)
- 1991: Perdidos e Achados (TV); R: Pedro M. Ruivo
- 1991: Cenas da Vida de Benilde (TV); R: Jorge Listopad
- 1991: Ícaro (TV-Serie)
- 1991: Ao Fim Da Noite (Sprechrolle); R: Joaquim Leitão
- 1992: Requiem Para Um Narciso; R: João Pedro Ruivo Kurzfilm
- 1992: Xavier; R: Manuel Mozos
- 1992: Medo; R: Luís Alvarães
- 1992: Os Contos do Mocho Sábio (TV-Serie)
- 1992: Entre Mortos e Vivos; R: Sérgio Godinho
- 1992: Terra Fria (Sprechrolle); R: António Campos
- 1992: Vertigem; R: Leandro Ferreira
- 1993: A Banqueira do Povo (TV-Serie)
- 1993: O Fim do Mundo; R: João Mário Grilo
- 1993: Coitado do Jorge (Sprechrolle); R: Jorge Silva Melo
- 1994: O Tempo e o Quarto (TV); R: João Lourenço
- 1994: Três Palmeiras; R: João Botelho
- 1995: Tudo ao Molho e Fé em Deus (TV-Serie)
- 1995: Eternidade (Sprechrolle); R: Quirino Simões
- 1995: Aquela Cativa Que Me Cativou (TV-Serie)
- 1995: A Mulher do Sr.Ministro (TV-Serie)
- 1997: Riscos (TV-Serie)
- 1998: Os Mutantes – Kinder der Nacht (Os Mutantes); R: Teresa Villaverde
- 1998: Tráfico; R: João Botelho
- 1999: Médico de Família (TV-Serie)
- 1999: Não És Homem Não És Nada (TV-Serie)
- 1999–2000: Cruzamentos (TV-Serie)
- 2000: A Falha; R: João Mário Grilo
- 2000: Um Passeio No Parque; R: Maria Brand
- 2000–2001: Querido Professor (TV-Serie)
- 2001: As Lagostas (TV); R: Diogo Collares Pereira
- 2001: Insólitos (TV-Serie)
- 2001: Quatro Vezes Quatro – O Triúnfo da Forma; R: Jorge Paixão da Costa
- 2002: Paisagens Intermédias (Sprechrolle); R: João Lopes Kurzfilm
- 2002: Tudo Continua Até ao Dia Que Pára; R: Elsa Bruxelas Kurzfilm
- 2002: Der Obrist und die Tänzerin (The Dancer Upstairs); R: John Malkovich
- 2002: O Delfim; R: Fernando Lopes
- 2002: Fúria de Viver (TV-Serie)
- 2003: A Mulher que Acreditava Ser Presidente Dos EUA; R: João Botelho
- 2003: Os Imortais; R: António-Pedro Vasconcelos
- 2004: Inspector Max (TV-Serie)
- 2004: Lá Fora; R: Fernando Lopes
- 2005: Ana E os Sete (TV-Serie)
- 2006–2007: Tempo de Viver (TV-Serie)
- 2007: O Capacete Dourado; R: Jorge Cramez
- 2007: Julgamento; R: Leonel Vieira
- 2007: Corrupção; R: João Botelho (nicht von ihm gezeichnet)
- 2007–2008: Fascínios (TV-Serie)
- 2009: Equador (TV-Serie)
- 2009: Os Sorrisos do Destino; R: Fernando Lopes
- 2009–2010: Meu Amor (TV-Serie)
- 2010: Filme do Desassossego; R: João Botelho
- 2011–2012: Anjo Meu (TV-Serie)
- 2013–2014: Destinos Cruzados (TV-Serie)
- 2015–2017: A Única Mulher (TV-Serie)
- 2015: O Leão da Estrela; R: Leonel Vieira (2016 auch TV-Mehrteiler)
- 2016: 2 Minutos; R: Afonso Pimentel
- 2017–2018: A Herdeira (TV-Serie)
- 2018: Parque Mayer; R: António-Pedro Vasconcelos
- 2019: Quero-te Tanto!; R: Vicente Alves do Ó
- 2019–2020: Na Corda Bamba (TV-Serie)
- 2021–2022: Amor Amor (TV-Serie)
- 2022–2023: Por Ti (TV-Serie)
- 2023: Marco Paulo (TV-Serie)
- seit 2023: Flor Sem Tempo (TV-Serie)
- 2024: Cacau (TV-Serie)